# Нимме Калью
«Нимме Калью» (ест. JK Nõmme Kalju) — естонський футбольний клуб із Таллінна, заснований 1923 й відроджений 1997 року. Виступає у найвищому дивізіоні Естонії.

## Досягнення
Чемпіонат Естонії
- Чемпіон (2): 2012, 2018

Кубок Естонії
- Володар (2): 2014-15, 2024-25

Суперкубок Естонії
- Володар (1): 2019

## Участь в єврокубках
| Сезон   | Змагання       | Раунд                   | Супротивник        | Результат вдома | Результат на виїзді | Разом          |
| ------- | -------------- | ----------------------- | ------------------ | --------------- | ------------------- | -------------- |
| 2009/10 | Ліга Європи    | 1 кваліфікаційний раунд | Дінабург           | 0-0             | 1-2                 | 1-2            |
| 2011/12 | Ліга Європи    | 1 кваліфікаційний раунд | Гонка              | 0-2             | 0-0                 | 0-2            |
| 2012/13 | Ліга Європи    | 1 кваліфікаційний раунд | Хазар-Ланкаран     | 0-2             | 2-2                 | 2-4            |
| 2013/14 | Ліга чемпіонів | 2 кваліфікаційний раунд | ГІК                | 2-1             | 0-0                 | 2-1            |
| 2013/14 | Ліга чемпіонів | 3 кваліфікаційний раунд | Вікторія (Пльзень) | 0-4             | 2-6                 | 2-10           |
| 2013/14 | Ліга Європи    | Плей-оф                 | Дніпро             | 1-3             | 0-2                 | 1-5            |
| 2014/15 | Ліга Європи    | 1 кваліфікаційний раунд | Фрам               | 2-2             | 1-0                 | 3-2            |
| 2014/15 | Ліга Європи    | 2 кваліфікаційний раунд | Лех (Познань)      | 1-0             | 0-3                 | 1-3            |
| 2015/16 | Ліга Європи    | 1 кваліфікаційний раунд | Актобе             | 0-0             | 1-0                 | 1-0            |
| 2015/16 | Ліга Європи    | 2 кваліфікаційний раунд | Вадуц              | 0-2             | 1-3                 | 1-5            |
| 2016/17 | Ліга Європи    | 1 кваліфікаційний раунд | Тракай             | 4-1             | 1-2                 | 5-3            |
| 2016/17 | Ліга Європи    | 2 кваліфікаційний раунд | Маккабі (Хайфа)    | 1-1             | 1-1                 | 2:2 (пен. 5:3) |
| 2016/17 | Ліга Європи    | 3 кваліфікаційний раунд | Османліспор        | 0-2             | 0-1                 | 0-3            |
| 2017–18 | Ліга Європи    | 1 кваліфікаційний раунд | Б36 Торсгавн       | 2–1             | 2–1                 | 4–2            |
| 2017–18 | Ліга Європи    | 2 кваліфікаційний раунд | Відеотон           | 0–3             | 1–1                 | 1–4            |